# Visoka mišica
Visoka mišica tudi piramidasta nosna mišica (lat. M. procerus) je majhna mišica na korenu nosu. Izvira s fascije, ki prekriva spodnji del nosne kosti in zgornji del stranskega odrastka pretinskega nosnega hrustanca ter se pritrjuje v kožo nad glabelo. Njena funkcija je potezanje medialnega obrvnega kota navzdol.